# Massazza
Massazza (Massasa in piemontese, pronuncia [ma'saza]) è un comune italiano di 576 abitanti della provincia di Biella in Piemonte.

## Storia

### Simboli
Lo stemma comunale è stato concesso con decreto del presidente della Repubblica del 31 ottobre 1988.
Il gonfalone è un drappo di azzurro.

## Monumenti e luoghi d'interesse

### Il castello
Massazza è sede di un castello - attualmente: Rocca dei Cavallari - che sorge su uno sperone terminale della Baraggia biellese, a circa dodici chilometri dal capoluogo provinciale (Biella).
Oggi di proprietà privata e adibito a ritrovo per banchetti e iniziative culturali, è di probabile origine celto-ligure, al pari dei primi insediamenti della zona. In origine costituito da un semplice recinto e da una torre a pianta quadra, serviva da rifugio agli abitanti della zona.
Del castello si fa menzione per la prima volta nei documenti dell'Archivio Civico di Vercelli (fino al 1992 il comune di Massazza rientrava in quella provincia) in data 1239 quando - come parte del sistema difensivo dei manieri del casato degli Avogadro - serviva con ogni probabilità da prigione.

### Aree naturali
- Riserva naturale orientata delle Baragge.

## Società

### Evoluzione demografica
Abitanti censiti

### Etnie e minoranze straniere
Al 31 dicembre 2010 gli stranieri residenti a Massazza erano 50. Le nazionalità più numerose erano:
- Marocco: 17
- Romania: 7
- Cina: 7

## Amministrazione

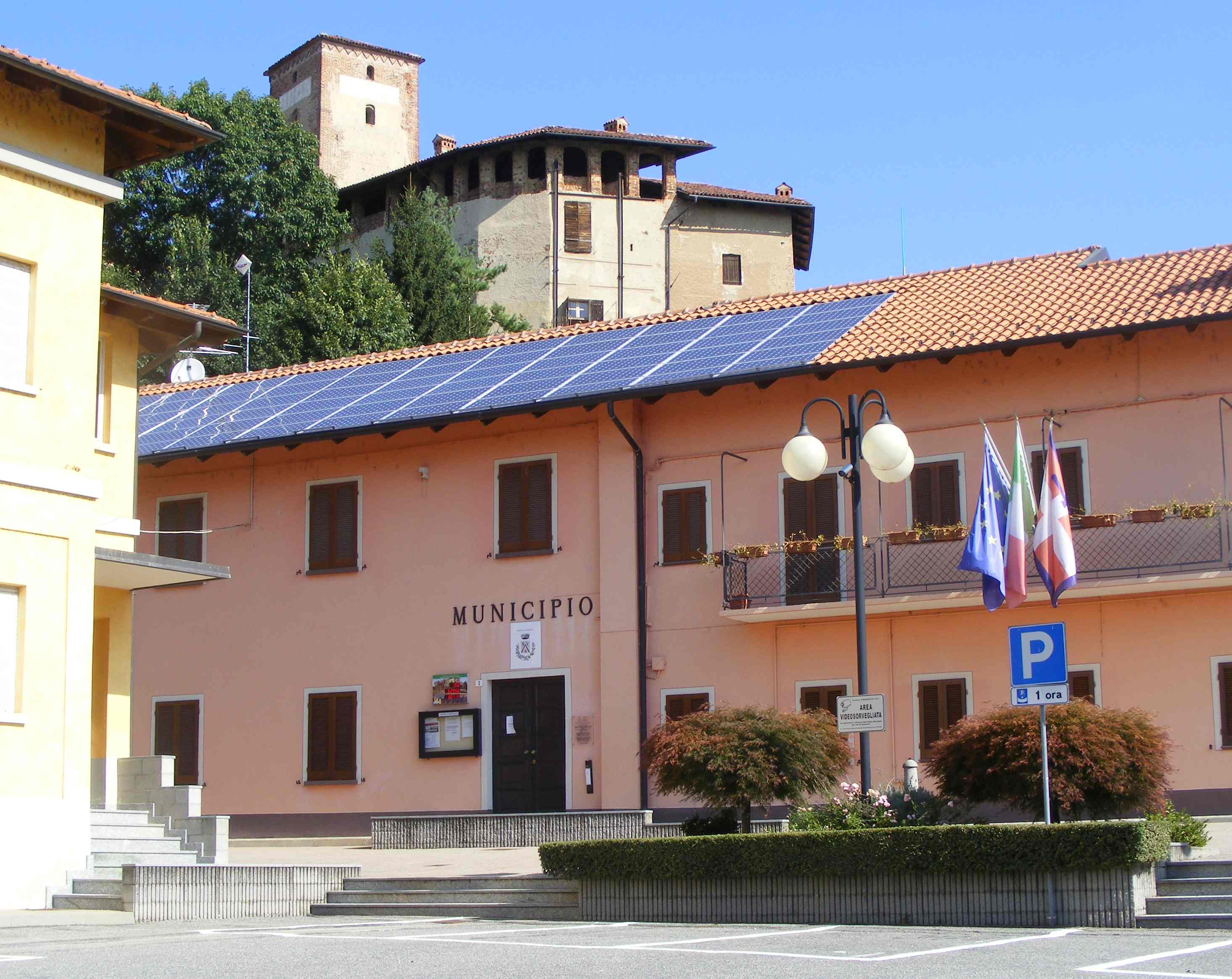
Il municipio

| Periodo | Periodo   | Primo cittadino   | Partito                   | Carica  | Note       |
| ------- | --------- | ----------------- | ------------------------- | ------- | ---------- |
| 2004    | 2009      | Paolo Turati      | lista civica              | Sindaco |            |
| 2009    | 2014      | Paolo Turati      | lista civica              | Sindaco | II mandato |
| 2014    | in carica | Renato Carmellino | lista civica Per Massazza | Sindaco |            |

## Infrastrutture e trasporti

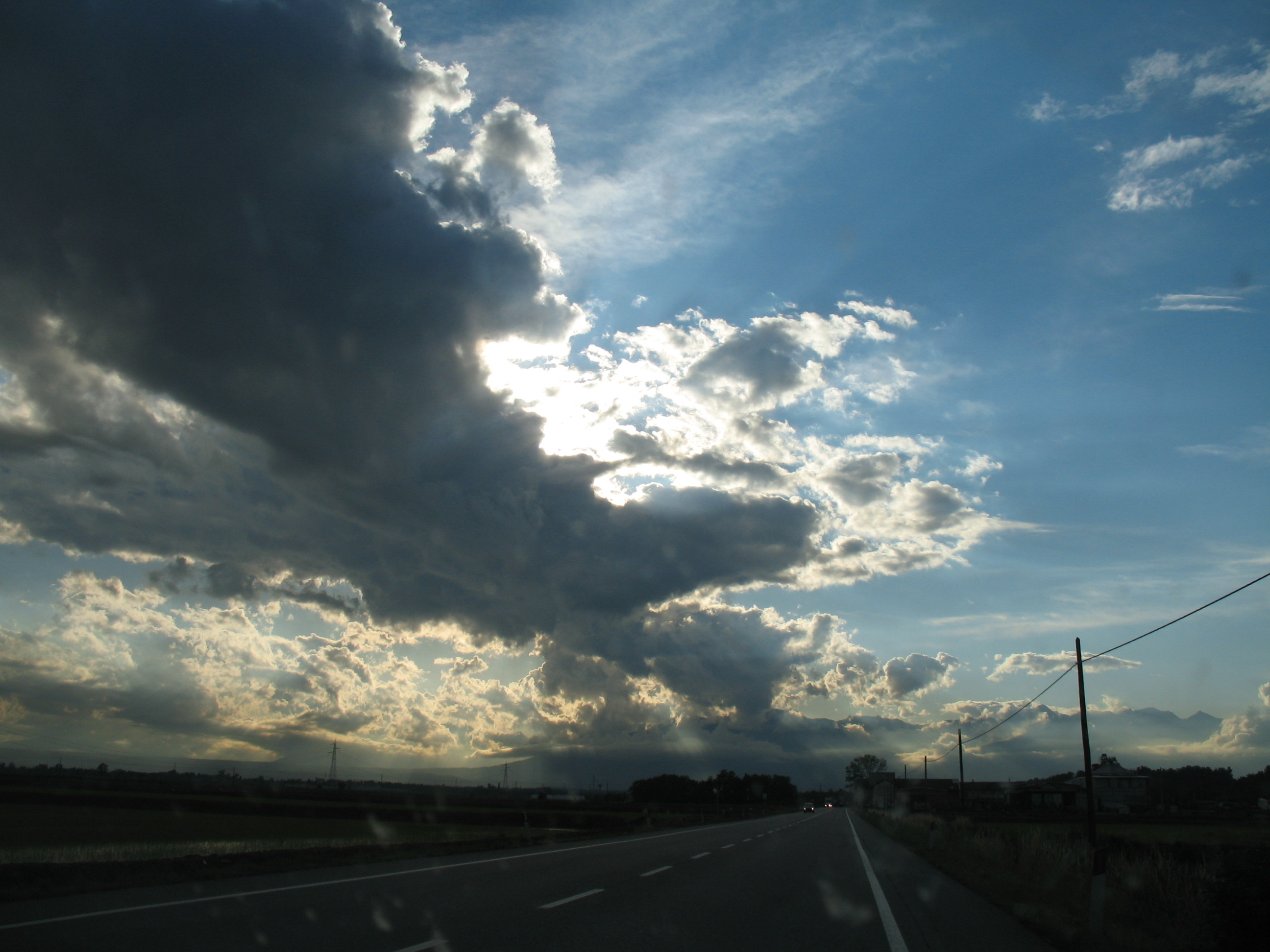
La ex-ss 230 a Massazza

Il territorio comunale è attraversato dalla ex strada statale 230 di Massazza, ora declassata a Strada provinciale.
Tra il 1890 e il 1933 Massazza fu servita dalla tranvia Vercelli-Biella.